# Florian Silbereisen
Florian Bernd Silbereisen (ur. 4 sierpnia 1981 w Tiefenbach) – niemiecki piosenkarz, prezenter, aktor telewizyjny i gospodarz programu Schlager. Od lutego 2004 prezenter telewizyjny programu Feste der Volksmusik na antenie niemieckiej stacji ARD. 

## Życiorys
Urodził się i dorastał w Tiefenbach w Bawarii, w powiecie Pasawa jako syn Helgi i Franza Silbereisenów. Ma starszą siostrę Sarinę oraz starszych braci – Rainera i Franza. Jego rodzice się rozwiedli. Już w wieku sześciu lat doskonale grał na akordeonie. Jako dziecko miał swoje pierwsze występy z folkową grupą muzyczną „Humorous Almdudler”. W 1991 wydał swój pierwszy singiel „Florian mit der Steirischen Harmonika” („Florian ze styryjską harmonijką”). Wkrótce potem zadebiutował w telewizji w programie ORF 1 Musikantenstadl.
W 1992 został uhonorowany Nagrodą im. Herberta Rotha jako najlepszy solista instrumentalny. W 1997 ukazała się pierwsza płyta muzyka zatytułowana Lustig samma. Rok później z piosenką „Der Bär ist los” dotarł do rundy eliminacyjnej Grand Prix Niemieckiej Muzyki Ludowej. W 2002 został prezenterem programu MDR Mit Florian Hut und Wanderstock. Następnie jeździł w trasy koncertowe. Od lutego 2004 w wieku 22 lat jako prezenter festiwalu niemieckiej muzyki ludowej z cyklu sobotnich wieczorów Das Erste i stał się jednym z najmłodszych prezenterów niemieckiej telewizji. W marcu 2006 zadebiutował w roli aktorskiej jako król Florian w melodramacie ARD König der Herzen, a w sierpniu 2006 wystąpił w musicalu Elisabeth. W tym samym roku został wystawiony w Niemieckim Muzeum Historycznym w Berlinie jako jeden ze „100 głów jutra” obok naukowców, architektów, sportowców i projektantów. W 2008 Silbereisena można było zobaczyć na wystawie w Domu Historii w Bonn obok Zarah Leander, Cateriny Valente, Roya Blacka, Heino i Udo Jürgensa jako jedna z gwiazd i idoli publiczności.
W 2015 wraz z Belgiem Christoffem De Bolle i Holendrem Janem Smitem w końcu założył trio o nazwie „Klubbb3” grające muzykę szlagierową. Debiutancki album zatytułowany Vorsicht unzensiert! został wydany w styczniu 2016 i dotarł do pierwszej piątki w Niemczech i Austrii. Dwa kolejne albumy Jetzt geht’s richtig los! (2017) i Wir werden immer mehr! (2018) trafiły na szczyty niemieckich list przebojów.
W 2016 jako następca Bernharda Brinka objął funkcję prezentera programów Die Schlager des Sommers i Die Schlager des Jahres. W lutym 2017 był jurorem Unser Song 2017. W kwietniu 2017 pojawił się jako oficer statku Florian Barner w 78. odcinku serialu ZDF Statek marzeń: Tanzania (Das Traumschiff: Tansania) u boku Saschy Hehna, Haralda Schmidta i Nicka Wildera. Od grudnia 2019 przyjął rolę kapitana Maxa Pargera w spin-off Rejs ku szczęściu (Kreuzfahrt ins Glück).
W czerwcu 2020 Silbereisen i Thomas Anders wydali wspólny projekt Das Album i od razu osiągnęli pierwsze miejsce na niemieckich listach przebojów.
Od marca 2020 zastąpił Xaviera Naidoo jako juror 17. sezonu Deutschland sucht den Superstar. W czerwcu 2021 RTL ogłosiła, że Silbereisen będzie stałym członkiem jury obok Ilse DeLange i Toby’ego Gada od 2022 w Deutschland sucht den Superstar.

## Życie prywatne
W latach 2003–2006 był w związku z Michaelą Strobl, szwagierką piosenkarza Andy’ego Borga. Od sierpnia 2008 do 19 grudnia 2018 był związany z piosenkarką Helene Fischer.

## Dyskografia

### Albumy
- 1991: Mit Seiner Steirischen Harmonika[15]
- 1997: Lustig Samma[15]
- 1999: Links A Mad’l, Rechts A Mad’l (CD)[15]
- 2001: Keine Party Ohne Uns (CD, Album)[15]
- 2020: Das Album (w duecie z Thomasem Andersem)[15]

### Single
- 2002: „Die Madln Vom Land” (CD, Maxi)[15]
- 2002: „Bayern-Buam San Stark Und G’scheit” (CD, Maxi)[15]
- 2003: „Das Kann Nur Liebe Sein” (CD)[15]
- 2012: „Niemals Geht Man So Ganz” (CD; z Ellą Endlich i Patrizio Buanne)[15]
- 2018: „Sie sagte doch sie liebt mich” (duet z Thomasem Andersem)
- 2019: „Sie Hat Es Wieder Getan” (duet z Thomasem Andersem)
- 2020: „Versuch’s nochmal mit mir” (duet z Thomasem Andersem)[15]

## Nagrody
- 1992: Nagroda im. Herberta Rotha dla młodego solisty
- 2004: Brisant Brillant dla Spadającej Gwiazdy Roku
- 2004: Złota Kura, nagroda magazynu „Superillu”
- 2006: Gwiazda popu 2006
- 2006: Włączenie do Znaków Sławy w Niemczech (Signs of Fame Germany)
- 2007: Super korona muzyki ludowej
- 2013: Nagroda smago! w kategorii artysta roku
- 2016: Nagroda smago! w kategorii najbardziej utytułowany mistrz programu roku
- 2016: Bambi w kategorii telewizja[16][17]
- 2017: Nagroda smago! w kategorii najbardziej utytułowany mistrz programu roku[18][19]
- 2017: Złota Kura w kategorii rozrywka
- 2019: Nagroda smago! za piosenkę „Sie sagte doch sie liebt mich” w duecie z Thomasem Andersem[20]
- 2019: Nagroda smago! za „Erfolgreichster Showmaster des Jahres + Der Liebling der smago! Leserinnen und Leser“ jak również „Das Nonplusultra in jeder Hinsicht“[20]
- 2020: Złota Kura w kategorii muzyka[21]
- 2021: Jeden z najlepszych (Die Eins der Besten) w kategorii duet roku z Thomasem Andersem[22]
- 2021: Nagroda smago! – najbardziej udany nowy album z hitami 2020 roku (Das Album)[23]
- 2022: Nagroda Restart za największą halową imprezę muzyczną (Schlagerbooom)[24]
- 2022: Złota Kura w kategorii prezenter[25]
- 2023: Order Bawarski Zasługi[26]